# Макреш
Ма́креш (болг. Макреш) — село у Видинській області Болгарії. Адміністративний центр громади Макреш.

## Населення
За даними перепису населення 2011 року у селі проживали 414 осіб.
Національний склад населення села:
| Національність   | Кількість осіб | Відсоток |
| ---------------- | -------------- | -------- |
| болгари          | 347            | 87,0%    |
| цигани           | 52             | 13,0%    |
| турки            | 0              | 0%       |
| інша             | 0              | 0%       |
| не визначились   | 0              | 0%       |
| Всього відповіли | 399            |          |

Розподіл населення за віком у 2011 році:
Динаміка населення: